# Yann Ehrlacher

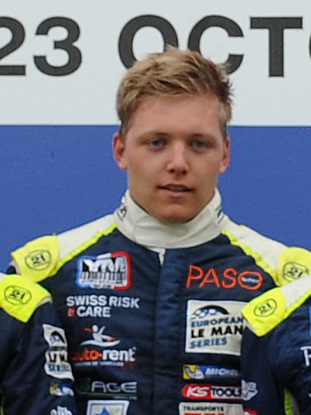
Yann Ehrlacher

Yann Ehrlacher (Mulhouse, 7 april 1996) is een Frans autocoureur. Hij is de zoon van voetballer Yves Ehrlacher en autocoureur Cathy Muller, en een neef van viervoudig WTCC-kampioen Yvan Muller.

## Carrière
Ehrlacher begon zijn autosportcarrière in 2013 in de Duitse Volkswagen Scirocco R Cup, waarin hij veertiende werd in de eindstand met 123 punten. In 2014 verbeterde hij zichzelf in dit kampioenschap naar de achtste plaats met 209 punten. Tevens werd hij dat jaar kampioen in de Mitjet 2L Supersport, rijdend voor het team van zijn oom Yvan Muller. In 2015 stapte hij over naar de Championnat de France Supertourisme, waarin hij in zijn debuutseizoen het kampioenschap wist te winnen.
In 2016 stapte Ehrlacher over naar de enduranceracerij, waarbij hij in de European Le Mans Series uitkwam in de LMP3-klasse voor het team M.Racing - YMR. Samen met zijn teamgenoten Alexandre Cougnaud en Thomas Laurent won hij de laatste race van het seizoen op het Autódromo do Estoril en eindigde hij op de achtste plaats in het kampioenschap met 36 punten.
In 2017 blijft Ehrlacher actief voor M.Racing - YMR in de European Le Mans Series. Daarnaast debuteert hij dat seizoen in het World Touring Car Championship, waarin hij voor het team RC Motorsport uitkomt in een Lada Vesta.